# Jan Pietrzak
Jan Stefan Pietrzak (ur. 26 kwietnia 1937 w Warszawie) – polski satyryk, kabareciarz, aktor, piosenkarz i publicysta. Twórca Kabaretu Hybrydy oraz Kabaretu Pod Egidą, felietonista „Tygodnika Solidarność” i „Gazety Polskiej”. Kandydat na urząd prezydenta RP w wyborach w 1995.

## Życiorys

### Młodość i wykształcenie
Urodził się na warszawskim Targówku jako syn Wacława (1910–1942) i Władysławy z Majewskich (1907–1992).
Jego ojciec był robotnikiem, członkiem Komunistycznej Partii Polski, podczas okupacji należał do organizacji „Młot i Sierp” i Związku Walki Wyzwoleńczej. Aresztowany przez Niemców, był przez dwa miesiące przetrzymywany na Pawiaku, gdzie zmarł w październiku 1942. Pośmiertnie został odznaczony Krzyżem Grunwaldu III klasy.
Matka podczas okupacji współpracowała z PPR, wstąpiła do prokomunistycznego Stronnictwa Ludowego „Wola Ludu”, po wojnie została działaczką SL, z ramienia którego w latach 1947–1952 była posłanką na Sejm Ustawodawczy, w 1961 została członkiem PZPR.
Jan Pietrzak przeżył powstanie warszawskie. W latach 1945–1947 uczęszczał do Szkoły Powszechnej nr 2 w Grójcu, gdzie ukończył cztery klasy. W 1948 ukończył piątą klasę w Szkole TPD nr 9 w Warszawie. W 1948 po namowie przez matkę złożył podanie i po jego pozytywnym rozpatrzeniu podjął naukę w liceum wojskowym Korpusu Kadetów im. gen. Karola Świerczewskiego w Warszawie, które utworzono pierwotnie dla małoletnich wychowanków KBW. W 1954 w tej placówce uzyskał świadectwo dojrzałości. W latach 1954–1957 był podchorążym Oficerskiej Szkoły Radiotechnicznej im. kpt. Sylwestra Bartosika w Jeleniej Górze. W szkole oficerskiej grał w zespole muzycznym. Następnie służył w stacji radiolokacyjnej koło Zgorzelca jako członek grupy zabezpieczenia propagandy specjalnej, ciesząc się uznaniem zwierzchników. 18 października 1957 odszedł do cywila jako podporucznik rezerwy Wojska Polskiego przynależny ewidencyjnie do WKR Warszawa Praga I, od 1969 Warszawa Śródmieście. W latach 1967–1974 odbył ćwiczenia wojskowe jako oficer rezerwy: 1967 (JW 2353 Legionowo); 1967 (JW 2195 Siedlce); 1967 (1WDZ Legionowo); 1968 (1WDZ Legionowo); 1971 (JW 1109 Giżycko); 1974 (GZP WP). 14 września 1974, podczas ćwiczeń trwających w dniach od 11 września 1974 do 24 września 1974, jako członek grupy zabezpieczenia propagandy specjalnej przy GZP WP został awansowany do stopnia porucznika rezerwy. Był członkiem Związku Młodzieży Polskiej, a także Polskiej Zjednoczonej Partii Robotniczej (1961). Podjął pracę w Warszawskich Zakładach Telewizyjnych. Studiował na kursie wieczorowo–zaocznym na Wydziale Socjologii Wyższej Szkoły Nauk Społecznych przy KC PZPR, którą ukończył w 1968. Po latach przyznał w wywiadzie dla Rzeczpospolitej (1994): „Nie miałem nic przeciwko zastanej rzeczywistości. Nie walczyłem z nią, ja z niej wyrastałem”.

### Kabaret Hybrydy
W 1960 związał się z Estradą Poetycką klubu studenckiego „Hybrydy” w Warszawie. Kierował studenckim Teatrem Hybrydy, prowadzącym trzy sceny: dramatyczną, kabaretową, i pantomimę. W latach 1961–1967 Teatr przedstawił kilkanaście premier, w tym sztukę Janusza Krasińskiego Czapa, czyli śmierć na raty oraz sztuki Włodzimierza Odojewskiego, Jerzego Krzysztonia i Jerzego Górzańskiego. Wystawione zostały m.in. Kąpiel w Rubikonie (1962), Radosna Gęba Stabilizacji (1963), Ludzie to Kupią (1964), Uśmiech z Erratą (1965), Co Słychać (1966). W tym okresie Kabaret umożliwił rozpoczęcie kariery wielu osobom, takim jak m.in. Jonasz Kofta, Adam Kreczmar, Stefan Friedmann, Maciej Damięcki, Maciej Pietrzyk, Wojciech Młynarski, Paweł Jedlewski, Janina Ostala, Tadeusz Turkowski, Jan Raczkowski, Krzysztof Paszek, Piotr Fronczewski. W 1967 Kabaret rozwiązano w efekcie zarzutów o wrogość wobec władz i deprawację młodzieży. Pietrzak odszedł z „Hybryd”, planując założenie autorskiej sceny, z czego ostatecznie wykrystalizował się „Kabaret Pod Egidą”.

### Dalsza działalność w czasach PRL-u
„Kabaret Pod Egidą” rozpoczął działalność w 1967. Warszawska premiera odbyła się 10 lutego 1968 w lokalu towarzystwa TPSP. Jako kabareciarz zasłynął satyrą polityczną komentującą ówczesną sytuację społeczno-polityczną. Był twórcą spontanicznych hymnów opozycji w czasach PRL-u, m.in. piosenki „Taki Kraj”. W 1968 za wykonanie utworu „Spokojnie, chłopie” otrzymał nagrodę na 6. Krajowym Festiwalu Piosenki Polskiej w Opolu. W 1970 za utwór „Marsjanie nie zagrażają Ziemi” odebrał nagrodę od Ministerstwa Kultury i Sztuki na 8. KFPP w Opolu. Pod jego kierownictwem przygotowywano program satyryczny Wielkiej estrady młodzieżowej w ramach dorocznego Święta dziennika Komitetu Centralnego PZPR "Trybuna Ludu" we wrześniu 1972.
W latach 70. wraz z Krystyną Jandą i Piotrem Fronczewskim był inwigilowany przez SB w ramach akcji wymierzonej przeciwko twórcom „Kabaretu Pod Egidą”. Wokół kabaretu działało co najmniej kilku tajnych współpracowników Służby Bezpieczeństwa. Twórcom kabaretu oferowano wyjazdy zagraniczne w zamian za podpisanie tzw. lojalki, której ani on, ani Janda z Fronczewskim nigdy nie podpisali. Wiele występów „Pod Egidą” było nagrywanych przez tajnych współpracowników peerelowskich służb, a władza utrudniała udostępnienie grupie lokalu. Część dowcipów z tego okresu szersza publiczność usłyszała dopiero w latach 80. XX w..
W latach 1972–1973 pracował w telewizji na stanowisku kierownika Redakcji Widowisk Estradowych TVP. W 1973 został zwolniony z pracy przez Macieja Szczepańskiego. Następnie był sekretarzem redakcji tygodnika „Szpilki” (1975–1981).
Twórczość satyryczna Pietrzaka, jak również informacje na jego temat takie jak artykuły, recenzje, omówienia twórczości podlegały cenzurze. Nazwisko Pietrzaka znajdowało się również na specjalnej liście, na której umieszczono autorów pod szczególnym nadzorem peerelowskiej cenzury. Instrukcja dla cenzorów z 21 listopada 1976 zalecała: „Wszystkie własne publikacje autorów z poniższej listy zgłaszane przez prasę i wydawnictwa książkowe oraz wszystkie przypadki wymieniania ich nazwisk należy sygnalizować kierownictwu Urzędu, w porozumieniu z którym może jedynie nastąpić zwolnienie tych materiałów. Zapis nie dotyczy radia i TV, których kierownictwo we własnym zakresie zapewnia przestrzeganie tych zasad. Treść niniejszego zapisu przeznaczona jest wyłącznie do wiadomości cenzorów”.
W 1979 władze PRL wyróżniły Pietrzaka Złotym Krzyżem Zasługi. W 1981 za utwór „Żeby Polska była Polską” otrzymał główną nagrodę na 18. KFPP w Opolu.

### Działalność po 1989

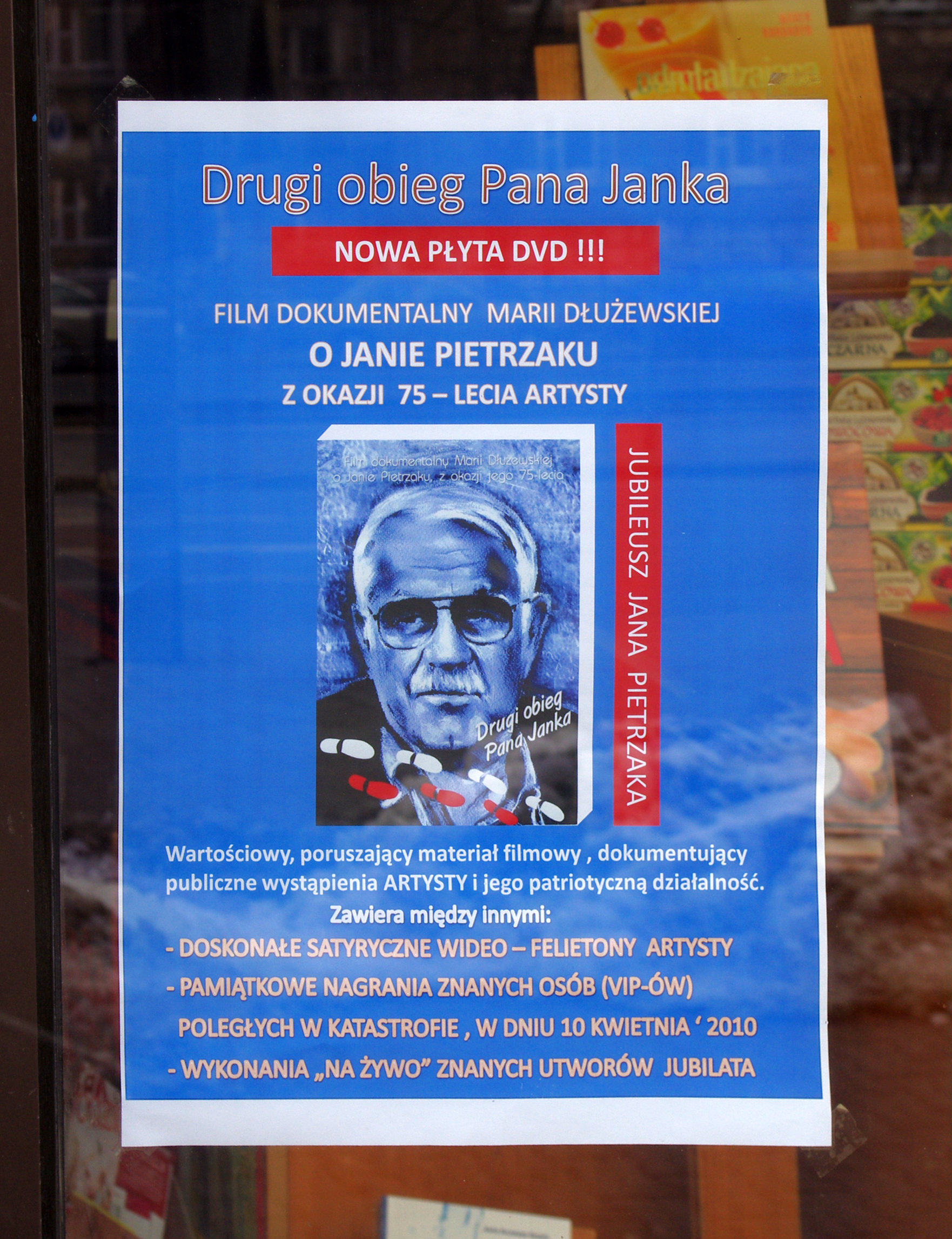
Plakat promujący film „Drugi obieg Pana Janka” w witrynie Księgarni Naszego Dziennika w al. Solidarności w Warszawie

Po 1989 organizował Kabaretowe Kursy Śmiechoterapii.
Angażuje się w życie społeczne i polityczne, m.in. biorąc udział w różnych inicjatywach, pisząc np. do „Tygodnika Solidarność” czy „Dziennika Polskiego” (wcześniej także do „Gazety Polskiej”). Ubiegał się w wyborach w 1995 o urząd Prezydenta RP, głosząc m.in. postulaty przywrócenia kary śmierci i liberalizacji gospodarki. Ostatecznie uzyskał 201 033 głosów – 1,12% poparcia, co dało mu 10. miejsce. W wyborach parlamentarnych w 1997 bez powodzenia kandydował do Sejmu z pierwszego miejsca listy Unii Prawicy Rzeczypospolitej w okręgu podwarszawskim. Wspiera również działania zmierzające do przeprowadzenia w Polsce lustracji – stąd wyraz poparcia dla Bronisława Wildsteina w lutym 2005. W 2005 był członkiem Honorowego Komitetu Poparcia Lecha Kaczyńskiego w wyborach prezydenckich. W 2007 oficjalnie poparł Prawo i Sprawiedliwość w wyborach parlamentarnych, a także zasiadł w komitecie honorowego poparcia PiS-u. W 2010 był członkiem Warszawskiego Społecznego Komitetu Poparcia Jarosława Kaczyńskiego w wyborach prezydenckich. W 2015 roku dołączył do Ogólnopolskiego Komitetu Poparcia Andrzeja Dudy w wyborach prezydenckich.
Od 2007 do 2009 w TVP Historia prowadził program Po co nam to było…?, natomiast od stycznia do maja 2010 współtworzył wraz z osobami, które towarzyszyły mu przez 50 lat pracy scenicznej, program rozrywkowy Kabaretowa alternatywa emitowany przez TVP1.
W latach 2013–2014 prowadził program satyryczny pt. Wolne żarty w stacji Telewizja Republika. We wrześniu tego samego roku został publicystą tygodnika „W Sieci”. Nagrywa także video – felietony dostępne na portalu YouTube i własnej stronie internetowej.
Zasiada w Radzie Fundacji Reduta Dobrego Imienia – Polska Liga przeciw Zniesławieniom. W 2015 ukazała się książka autorstwa Jana Pietrzaka pt. Śmiech i złość.
W 2016 prowadził audycję satyryczno-rozrywkową Z szafy Pietrzaka na antenie TVP3 Warszawa. 2 kwietnia 2017 na antenie TVP1 rozpoczął prowadzenie programu Pół wieku Kabaretu pod Egidą. 24 czerwca tego samego roku w TVP1 wyemitowany został jubileuszowy koncert Imieniny Pana Janka, zorganizowany z okazji 50-lecia działalności Kabaretu pod Egidą. Poza Pietrzakiem, w widowisku wzięli udział m.in. Marlena Drozdowska, Natalia Sikora, Marcin Wolski, Stanisław Klawe, Ryszard Makowski, Zayazd oraz Świt. 16 września 2017 wystąpił w ramach koncertu Z PRL-u do Polski, który odbył się podczas 54. Krajowego Festiwalu Piosenki Polskiej w Opolu.
W latach 2016–2023 był stałym komentatorem wydarzeń społeczno-politycznych na antenach Telewizji Polskiej, głównie w programie Jedziemy, nadawanym w TVP Info. Za swoją wypowiedź 26 września 2019 w audycji Jedziemy w TVP Info pod adresem Klaudii Jachiry został przez nią pozwany, a 29 października 2021 na wizji ww. stacji ukazały się jego przeprosiny za wypowiedziane słowa o posłance.

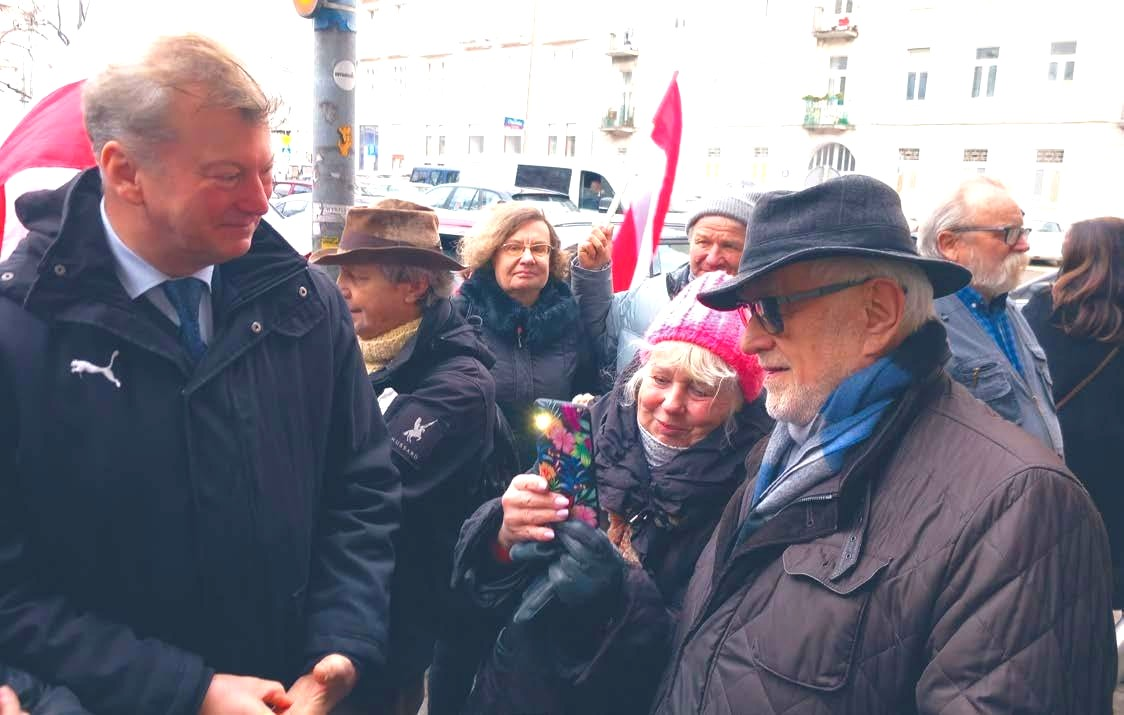
Pietrzak przed siedzibą Prokuratury Rejonowej w Warszawie (2024)

Od grudnia 2023 jest stałym komentatorem Telewizji Republika, m.in. w programie Jedziemy. Michał Rachoń. W styczniu 2024 kontrowersje wywołała opinia wygłoszona przez Pietrzaka na antenie TV Republika, w której zaproponował, żeby migrantów przybyłych do Europy umieszczać w barakach dawnych obozów koncentracyjnych. Wypowiedź została skrytykowana m.in. przez Muzeum Auschwitz. 5 lutego 2024 złożył w tej sprawie zeznania w Prokuraturze Rejonowej w Warszawie. W maju tego samego roku śledztwo zostało umorzone.

## Życie prywatne
Trzykrotnie żonaty, ma pięcioro dzieci. Z drugiego małżeństwa z informatyczką Elżbietą ma dwoje dzieci: Joannę i Mikołaja. Podczas stanu wojennego jego drugie małżeństwo się rozpadło i poznał wówczas Katarzynę, która wkrótce została jego trzecią żoną. Razem wychowywali pięcioro dzieci: trzech wspólnych synów (Jacka, Jakuba i Stanisława) i dwoje dzieci z poprzedniego małżeństwa Pietrzaka.
19 sierpnia 2024, kierując samochodem, uderzył w budynek przychodni na warszawskim Wilanowie; w trakcie jazdy był trzeźwy. Tego dnia media podawały informację, jakoby ze wstępnych ustaleń policji miało wynikać, że przyczyną zdarzenia było jego zasłabnięcie w trakcie jazdy. Pietrzak niedługo po tym wydarzeniu w rozmowie udzielonej Telewizji Republika wyjaśnił, że doszło wówczas do niegroźnej kolizji na parkingu, w wyniku której uszkodził metalową wiatę i nieznacznie zarysował ścianę budynku przychodni. Przyznał także, że doznał chwilowego „zamącenia głowy” z powodu wysokiej temperatury i trwającej burzy. Zdementował również pojawiające się wiadomości o swoim zasłabnięciu, które miało być przyczyną zdarzenia.

## Wybrany dorobek artystyczny
Utwory:
- Żeby Polska była Polską, tekst Jan Pietrzak, muzyka Włodzimierz Korcz
- Powitanie w kabarecie, tekst i muzyka Jan Pietrzak
- Bez uogólnień, tekst Jan Pietrzak, muzyka Krzysztof Paszek
- Szachy personalne, tekst Daniel Passent, muzyka Jan Pietrzak
- Pamiętajcie o ogrodach, tekst Jonasz Kofta, muzyka Jan Pietrzak. Nagroda dziennikarzy na III KFPP w Opolu w 1965
- Czy te oczy mogą kłamać, tekst Agnieszka Osiecka, muzyka Jan Pietrzak.
- Dziewczyna z PRL-u, tekst i muzyka Jan Pietrzak
- Gdzie ci mężczyźni?, tekst Jan Pietrzak, muzyka Włodzimierz Korcz, wyk. Danuta Rinn. I nagroda na XII KFPP, Opole w 1974
- Nielegalne kwiaty, zakazany krzyż, tekst i muzyka Jan Pietrzak
- Przybywa – ubywa, tekst i muzyka Jan Pietrzak
- Taki kraj, muzyka Zbigniew Raj, tekst Jan Pietrzak
- Nadzieja, tekst i muzyka Jan Pietrzak
- Dlatego kocham życie, tekst Jan Pietrzak, muzyka Marek Sart
- Górnicy (piosenka powstała po uniewinnieniu oskarżonych o masakrę w kopalni „Wujek”, w tym między innymi generała Czesława Kiszczaka), tekst i muzyka Jan Pietrzak
- Tiry i Tuski, tekst Marcin Wolski, muzyka Jan Pietrzak
- Przesłanie pana Cogito, tekst Zbigniew Herbert, muzyka Jan Pietrzak
- Zbiórka (piosenka w hołdzie powstańcom warszawskim z 1944)
- Ballada podwórkowa 10 kwietnia roku dziesiątego, tekst Jan Pietrzak, muzyka tradycyjna (poświęcona ofiarom katastrofy smoleńskiej)

Nagrania:
- Jan Pietrzak – Po powrocie (kaseta magnetofonowa, ZAIKS) 1984
- Panowie FP – płyta (LP), nagrana w 1985 wspólnie z Piotrem Fronczewskim (teksty kabaretowe i piosenki)
- Jan Pietrzak – człowiek kabaretu, zapis koncertu z 2005, który odbył się w Teatrze na Woli w Warszawie (Produkcja TVP, DVD)
- Kabaret Pod Egidą – sezon '80 (Produkcja TVP, DVD)
- Za trzydzieści parę lat, jak dobrze pójdzie... (Polonia Records, CD)
- Jan Pietrzak 2005/2006 (Produkcja Towarzystwo Egida, CD)
- THE BEST – Jan Pietrzak – Dziewczyna z PRL-u (Agencja Artystyczna MTJ, CD)
- POD EGIDĄ NA SMOLNEJ zapis koncertu w warszawskim Domu Kultury Śródmieście 4 lutego 2005 roku (Produkcja DKŚ & Towarzystwo Egida, CD)[37]

Gościnnie:
- Honor jest wasz Solidarni

## Filmografia
- 1971: Milion za Laurę – członek komisji w telewizji
- 1976: Czterdziestolatek – towarzysz Iwanicki z Wydziału Kadr (odc. 14 i 16)
- 1977: Kochaj albo rzuć – Joe, dziennikarz polonijny w USA
- 1977: Rekord świata – Kazimierz Abramowski, trener Michała
- 1978: Pejzaż horyzontalny – przewodniczący komisji dyscyplinarnej
- 1978: Zielona ziemia – Henryk Jordan
- 1979: Cham – uriadnik
- 1979: Golem – dentysta-okulista
- 1983: Stan wewnętrzny – pułkownik
- 1984: 5 dni z życia emeryta – Kazimierz Witczak
- 1990: Życie za życie. Maksymilian Kolbe – Marek Tytz
- 1991: Ferdydurke – ambasador Francji
- 2016: Smoleńsk

## Nagrody i odznaczenia
- Krzyż Wielki Orderu Odrodzenia Polski – nadanie 2021[38], wręczenie 2022[39]
- Krzyż Komandorski Orderu Odrodzenia Polski – 2009[40][41]
- Krzyż Oficerski Orderu Odrodzenia Polski – 2004[42]
- Złoty Krzyż Zasługi – 1979[16]
- Medal Stulecia Odzyskanej Niepodległości – 2018[43]
- Złoty Medal „Zasłużony Kulturze Gloria Artis” – 2007[44]
- Medal Pro Patria – 2017[45]
- Medal Pamiątkowy „Pro Masovia” – 2007[46]
- Złote Odznaczenie im. Janka Krasickiego[47]
- Odznaka Zasłużony Działacz Kultury[48]
- Krzyż „Tibi Mater Polonia” Stowarzyszenia Osób Represjonowanych w Stanie Wojennym – 2003[49]
- Honorowy Krzyż Solidarności Walczącej – 2022[50]
- Nagroda „Patriota Roku 2019” im. Kazimierza Odnowiciela[51]
- tytuł Zasłużony dla „Solidarności” przyznany przez Krajowy Zjazd Delegatów NSZZ „Solidarność” – 2007[52]
- nagroda Człowiek Roku 2012 „Tygodnika Solidarność” – 2013[53]
- Doroczna Nagroda MKiDN „za całokształt twórczości” – 2017[54]

Za swoje zasługi i dorobek artystyczny otrzymywał też nagrody i wyróżnienia od prezydenta Lecha Wałęsy, premiera Jerzego Buzka, marszałka województwa mazowieckiego Adama Struzika oraz prezydenta Łodzi Jerzego Kropiwnickiego.